# Parc éolien de Toufflers
Le parc éolien de Toufflers est un parc éolien terrestre construit en 1993 et sis sur le finage de la commune de Toufflers, dans le département du Nord, en France. Il compte deux éoliennes de taille moyenne. Il a été démantelé.

## Description
Le parc éolien de Toufflers est construit en 1993 à Toufflers, dans une zone industrielle. Il est composé de deux éoliennes Bonus B23/150 d'une puissance de cent-cinquante kilowatts et d'un diamètre de vingt-trois mètres. La puissance installée est de trois-cents kilowatts. Elles sont exploitées par Les 3 suisses. Ces éoliennes sont placées sur un axe est-ouest et sont distantes de cent-quarante-cinq mètres.
Un technicien allemand, Dietmar Doring, meurt à l'âge de 47 ans d'une crise cardiaque lors d'une opération de maintenance le 20 avril 2010.
Les éoliennes sont retirées entre 2016 et 2018.

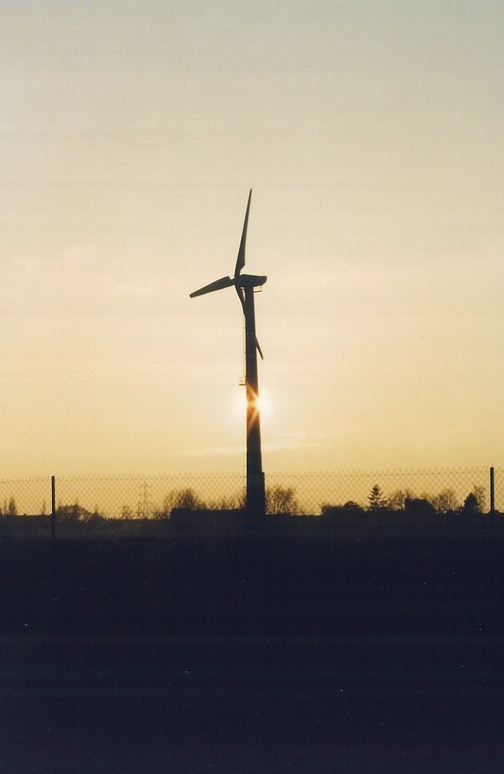
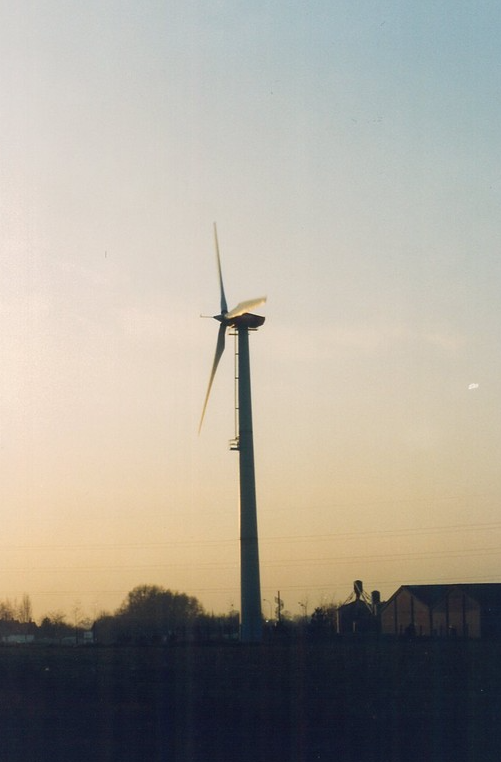
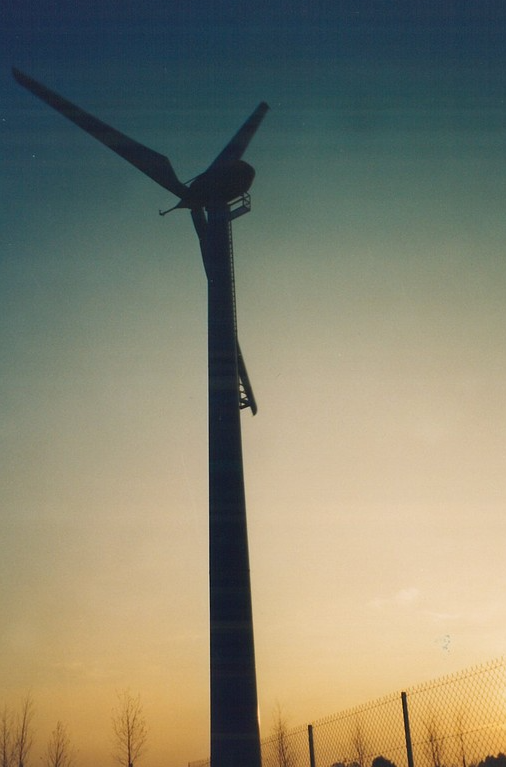
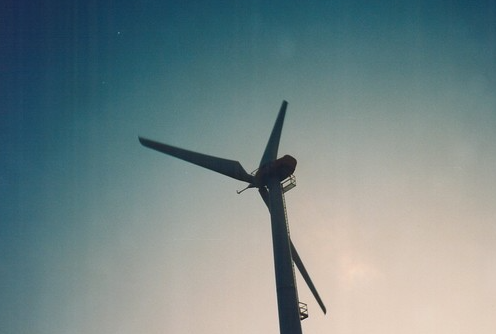
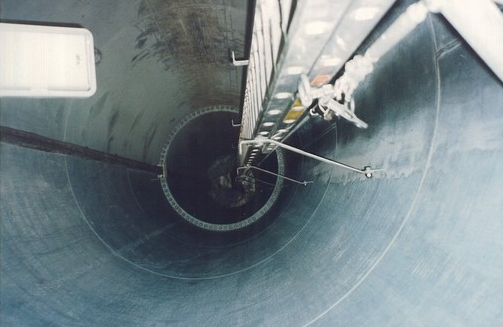
Intérieur d'un mât.